# Franz Xaver von Auffenberg
Franz Xaver Freiherr von Auffenberg (* 1744; † 23. Dezember 1815) war ein Feldmarschallleutnant der österreichischen Armee.

## Leben
Von Auffenberg wurde 1744 in Oettingen im Kurfürstentum Bayern geboren. 1766 trat er in die Kaiserliche Armee als Kadett im Infanterie-Regiment Nr. 45 ein. Er diente in dieser Einheit bis 1788, als er als Hauptmann in ein serbisches Freicorps eintrat. Zwei Jahre später wurde er Major im Generalstab und kehrte 1791 in sein altes Regiment zurück. 1793 wurde er Oberstleutnant im Infanterie-Regiment Nr. 47, dessen Kommandeur er als Oberst 1794 wurde.
Für ihn begann der Erste Koalitionskrieg 1793 mit dem Feldzug in den Österreichischen Niederlanden. Aufgrund seiner Verdienste bei der Schlacht von Würzburg (1. bis 3. September 1796) und eines Sieges über die französischen Truppen in der Schlacht bei Wetzlar wurde er im Februar 1797 zum Generalmajor befördert.
Während des Zweiten Koalitionskrieges kommandierte er ein Armeekorps im schweizerischen Graubünden. Am 7. März 1799 unterlag er am Luziensteig den von André Masséna geführten französischen Truppen und geriet am folgenden Tag beim Rückzug auf Chur in französische Gefangenschaft.
Nach dem Frieden von Lunéville freigekommen, nahm er seine Tätigkeit wieder auf und kommandierte als Feldmarschallleutnant im Dritten Koalitionskrieg die österreichische Feldarmee mit einer Truppenstärke von 5.500 Mann. In der Schlacht bei Wertingen am 8. Oktober 1805 traf er auf die französischen Truppen unter Marschall Joachim Murat, wurde geschlagen und musste kapitulieren. Aufgrund der schwerwiegenden Niederlage, die den weiteren Verlauf des Dritten Koalitionskriegs vorausbestimmte, wurde er nach einem Verfahren vor dem Kriegsgericht 1805 auf die Liste der Inaktiven gesetzt und schließlich 1807 aus der Armee entlassen.

## Auszeichnungen
Von 1803 bis 1807 war er Inhaber und Ehrenoberst des Infanterieregiments Nr. 37.